# América FC (SE)
Der América Futebol Clube, in der Regel nur kurz América , América-SE, América (SE)  oder América do Sergipe genannt, ist ein Fußballverein aus Propriá im brasilianischen Bundesstaat Sergipe.

## Erfolge
- Staatsmeisterschaft von Sergipe: 1966, 2007
- Staatsmeisterschaft von Sergipe – Segunda Divisão: 2006, 2012

## Stadion
Der Verein trägt seine Heimspiele im Estádio Durval Feitosa, auch unter dem ehemaligen Namen Estádio José Neto bekannt, in Propriá aus. Das Stadion hat ein Fassungsvermögen von 4000 Personen.

## Trainerchronik
Stand: August 2021
| Trainer          | Nation    | von  | bis |
| ---------------- | --------- | ---- | --- |
| Sapatão          | Brasilien | 2008 |     |
| Ademir Goiano    | Brasilien | 2011 |     |
| Fernando Dourado | Brasilien | 2012 |     |
| Rubens Sanches   | Brasilien | 2016 |     |